# Rasmus Thelander
Rasmus Thelander, född 9 juli 1991, är en dansk fotbollsspelare som spelar för Silkeborg IF.

## Karriär
Den 22 augusti 2019 blev Thelander klar för en återkomst i AaB, där han skrev på ett treårskontrakt. Den 23 juni 2022 värvades Thelander av ungerska Ferencváros.
Den 18 november 2022 blev Thelander klar för sin tredje sejour i AaB, där han skrev på ett fyraårskontrakt. Den 1 september 2024 skrev Thelander på ett halvårskontrakt med Silkeborg IF.